# Club Presidente Hayes
Club Presidente Hayes jest paragwajskim klubem piłkarskim z siedzibą w mieście Asunción, w dzielnicy Tacumbu.

## Osiągnięcia
- Mistrz Paragwaju (Primera división paraguaya): 1952
- Mistrz drugiej ligi paragwajskiej (Segunda división paraguaya) (8): 1911, 1919, 1958, 1967, 1971, 1973, 1974, 1991
- Mistrz trzeciej ligi paragwajskiej (Primera de Ascenso): 2006

## Historia
Klub założony został 8 listopada 1907 roku. Przez całą swoją historię był klubem balansującym pomiędzy pierwszą ligą (Primera división paraguaya) a drugą ligą (Segunda división paraguaya). Jednak w roku 2003 spadł do trzeciej ligi (Primera de Ascenso) i grał w niej do 2007 roku, kiedy to powrócił do drugiej ligi.
Klub jest absolutnym rekordzistą Paragwaju jeśli chodzi o tytuły mistrza drugiej ligi - aż ośmiokrotnie sięgał po owo trofeum.